# Pepino (Hiszpania)
Pepino – gmina w Hiszpanii, w prowincji Toledo, w Kastylii-La Mancha, o powierzchni 45,83 km². W 2011 roku gmina liczyła 2643 mieszkańców.